# 室木洋一
室木 洋一（むろき よういち、1927年6月4日 - 2003年12月8日）は日本の武道家であり、教育者。戦後、北海道に空手を普及した先駆者。

## 経歴
- 1927年（昭和2年）6月4日：北海道中川郡本別町に生まれる。
- 空手を和道流開祖・大塚博紀について学び、柔道を東京体育専門学校（現 筑波大学）にて学ぶ。戦後、北海道大学に赴任し助手、助教授を経て1973年（昭和48年）、教育学部教授となる。
- 空手、柔道を通しての発育発達学、体育生理学を専門とし、1960年（昭和35年）にはローマへ1年余り滞在し空手、柔道の普及に努める。
- 特に空手においては北海道大学を中心に戦後の北海道空手普及の先駆者で、北海道大学空手部顧問、同体育会会長、北海道学生空手道連盟会長を歴任した。
- 合気道やその源流の大東流合気柔術とも関係があり、北海道大学合気道部顧問も務めた。
- 全日本空手道連盟和道会教士
- 1989年（平成元年）、北海道大学名誉教授、北海道情報大学教授
- 1998年（平成10年）、北海道情報大学特任教授
- 2003年（平成15年）、瑞宝中綬章、正四位

## 論文
- 天野智恵美, 山崎久雄, 奈良岡健三, 有岡勇, 宮崎兼光, 大宮快雄, 室木洋一「北海道大学学生の体育調査について」『体育学研究』第2巻第7号、日本体育学会、1957年、25-26頁、doi:10.5432/jjpehss.KJ00003402249、ISSN 0484-6710、NAID 110001935379。
- 天野智恵美, 佐渡清隆, 戸田昭冶, 高橋秋男, 安栄鉄男, 谷沢平八郎, 渡辺真也, 菊野正隆, 山崎久雄, 奈良岡健三, 有岡勇, 宮崎兼光, 室木洋一, 大宮快雄, 安藤義宣「本学学生の体力に関する調査研究」『体育学研究』第7巻第1号、日本体育学会、1963年、71頁、doi:10.5432/jjpehss.KJ00003393376、ISSN 0484-6710、NAID 110001921509。
- 安藤義宣, 天野智恵美, 山崎久雄, 大宮快雄, 室木洋一, 安栄鉄男「寒冷地におけるスポーツ(スキー)のエネルギー代謝の特殊性に関する研究」『体育学研究』第9巻第1号、日本体育学会、1964年、107頁、doi:10.5432/jjpehss.KJ00003394281、ISSN 0484-6710、NAID 110001924115。
- 加藤斌, 室木洋一「運動疲労の実験的研究」『体育学研究』第10巻第2号、日本体育学会、1966年、374頁、doi:10.5432/jjpehss.KJ00003394986、ISSN 0484-6710、NAID 110001926147。
- 葛西忠, 大宮快雄, 室木洋一, 松坂弘康, 富田友治, 奥村博, 倉島武徳, 布上恭子, 藤井英嘉「99. 幼児の生活構造に関する研究 : 睡眠について」『体育学研究』第13巻第5号、日本体育学会、1969年、50頁、doi:10.5432/jjpehss.KJ00003395965、ISSN 0484-6710、NAID 110001928886。
- 後藤弘, 石本詔男, 室木洋一「学生空手道選手の打突力に関する考察」『武道学研究』第10巻第2号、Japanese Academy of Budo、1977年、95-97頁、doi:10.11214/budo1968.10.2_95、ISSN 0287-9700、NAID 130004985776。
- 石本詔男, 後藤弘, 室木洋一「学生格技選手の体格と体力に関する研究」『武道学研究』第10巻第2号、Japanese Academy of Budo、1977年、98-103頁、doi:10.11214/budo1968.10.2_98、ISSN 0287-9700、NAID 130004985777。
- 須田力, 中川功哉, 西薗秀嗣, 安藤義宣, 室木洋一「848 北海道出身北大生の持久性不足について」『日本体育学会大会号』第34巻、日本体育学会、1983年、541頁、doi:10.20693/jspeconf.34.0_541、NAID 110001922440。
- 須田力, 室木洋一「大学生の身体活動と体力の発達」『北海道大学教育学部紀要』第48号、北海道大學教育學部、1986年、161-185頁、ISSN 04410637、NAID 120000969472。
- 須田力, 室木洋一, 中川功哉, 安藤義宣, 西薗秀嗣, 吉田敏雄「学生時代から31-33年後の体力」『体育学研究』第32巻第4号、日本体育学会、1988年、255-265頁、doi:10.5432/jjpehss.KJ00003391546、ISSN 0484-6710、NAID 110001918610。
- 須田力, 穆子彦, 室木洋一「中国の大学生の身体活動に関するー考察 : 中国と日本の男子大学生の日常生活における身体活動量の相違について」『体育学研究』第36巻第4号、日本体育学会、1992年、359-370頁、doi:10.5432/jjpehss.KJ00003391839、ISSN 0484-6710、NAID 110001918956。

## 晩年
1980年（昭和55年）の和道流、和道会の分裂騒動においては全日本空手道連盟和道会へ所属。北海道大学退官後は、空手道関連の役職から退き、後任に道を譲る。生涯個人の道場を持たず、流派を問わずして空手振興に尽力した。晩年は、合気柔術の大東流合気柔術幸道会の顧問を務め、空手道では全日本清心会（清心流空手道）技術顧問も務めた。